# 馮露 (明朝)
馮露（1549年—1600年），字瑞化，號源泉，又號仁軒，河南開封府許州襄城縣人，民籍，明朝政治人物。

## 生平
十六歲舉嘉靖四十三年（1564年）甲子科河南鄉試第五十六名，萬曆二年（1574年）甲戌科會試第八十九名，登三甲第七十九名進士。初授樂亭縣知縣，踰歲調繁遷安，八年六月考选刑科給事中，劾罢总督侍郎高文荐，十一年二月升工科右，十二年十二月升禮科左，十三年二月升湖廣副使，十六年二月升本省左參政，丁母憂歸。二十四年二月起山西參政，八月升湖廣按察使，二十六年（1598年）五月升廣西右布政使。以父老乞终养，年五十二卒于家。

## 家族
曾祖馮彥高；祖父馮璽；父馮益。母曹氏。具庆下。兄馮霞。弟馮雷。
二子：長子馮笃培。